# Stapel (Amt Neuhaus)
Stapel (niederdeutsch Stapel) ist ein Ortsteil der Gemeinde Amt Neuhaus in Niedersachsen.

## Geographie
Der Ort liegt zwei Kilometer südlich von Neuhaus, östlich der Krainke an der B 195.

## Geschichte
Für das Jahr 1848 wird angegeben, dass Stapel 58 Wohngebäude hatte, in denen 540 Einwohner lebten. Zu der Zeit verfügte der Ort über eine Schule. Am 1. Dezember 1910 hatte Stapel im Kreis Bleckede 466 Einwohner. Nach der deutschen Wiedervereinigung wechselte der Ort am 30. Juni 1993 aus Mecklenburg-Vorpommern nach Niedersachsen in den Landkreis Lüneburg. Am 1. Oktober 1993 wurde Stapel in die Gemeinde Amt Neuhaus eingemeindet.

## Religion
In Stapel steht mit der Marienkirche aus dem Jahr 1291 die älteste und größte Kirche der heutigen Gemeinde Amt Neuhaus.
Für das Jahr 1848 wird angegeben, dass Stapel eine eigene Parochie bildete, in die die Orte Gubitz, Zeetze, Pommau, Privelak, Vockfey, Groß und Klein Banratz, Darchau, Popelau, das Forsthaus Grüner Jäger und Heidkrug (Neu-Zeetze) eingepfarrt waren. Darüber hinaus hatte die Parochie Stapel Filialkirchen in Haar und Konau.